# Försvunnen (film, 2011)
Försvunnen är en svensk budgetthriller i regi av Mattias Olsson och Henrik John Peter Åkesson med Sofia Ledarp, Kjell Bergqvist och Björn Kjellman i huvudrollerna. Filmen hade biopremiär den 26 augusti 2011.

## Handling
Malin är en kvinna i trettioårsåldern som efter en familjetragedi bestämmer sig för att bryta upp – lämna sin hemstad och börja om på ny ort. Hon tar sitt flyttlass och ger sig av. Men snart hamnar hon i en verklig mardröm. Under en paus vid vägkanten blir hon överfallen och kidnappad av en okänd man. Hon vaknar upp i en källare, någonstans i skogen. Malin måste nu samla alla sina krafter inför den desperata överlevnadskamp som väntar henne.

## Rollista
- Sofia Ledarp – Malin
- Kjell Bergqvist – mannen
- Björn Kjellman – Stefan
- Dietrich Hollinderbäumer – Peter
- Michael Petersson – Malins pappa
- Sara Höglind – GPS-röst
- Nina Norén – Malins mamma
- Carl Tobiazon – SOS‐telefonist #1
- Anna‐Karin Davidsson – polis via telefon
- Karin Janson – radiopratare
- Johan Klintberg – Malins bror Erik
- Susanna Olsson – Eriks flickvän
- Marita Karlsson – mannens fru
- Sigrid Hjortsberg – mannens dotter
- Johan Serrander – SOS‐telefonist #2

## Om filmen
Filmen spelades in under mycket kort tid mellan augusti och september 2010. Hela projektet utspelade sig i Blekinge och framförallt Karlskrona, där det fick[källa behövs] enormt stöd. Försvunnen är den tvåfaldigt Oscarsbelönade ljuddesignern Per Hallbergs första svenska film.
2020 hade en amerikansk remake av filmen, Alone, premiär.